# Macrolenes rufolanata
Macrolenes rufolanata är en tvåhjärtbladig växtart som först beskrevs av Henry Nicholas Ridley, och fick sitt nu gällande namn av J.F. Maxwell. Macrolenes rufolanata ingår i släktet Macrolenes och familjen Melastomataceae. Inga underarter finns listade i Catalogue of Life.